# Leonel Quiñónez
Leonel Enrique Quiñónez Padilla (Esmeraldas, 3 luglio 1993) è un calciatore ecuadoriano, difensore dell'LDU Quito.

## Palmarès

### Club

#### Competizioni nazionali
- Primera Categoría Serie B: 1

Macará: 2016
- Campionato ecuadoriano: 1

LDU Quito: 2024
- Supercoppa ecuadoriana: 1

LDU Quito: 2025

#### Competizioni internazionali
- Coppa Sudamericana: 1

LDU Quito: 2023